# Amytornis housei
Amytornis housei е вид птица от семейство Maluridae. Видът е почти застрашен от изчезване.

## Разпространение
Разпространен е в Австралия.